# Erebuni
Erebuni (vagy Eribuni, örmény Էրեբունի ɛɹɛbowni, ɛɹɛpowni ejtsd erebouni) a mai Örményország területén fekvő ókori erőd. I. e. 782-ben Urartu egyik legjelentősebb uralkodója, I. Argisti alapította. Ma Arinberd (Արին Բերդ, Aɹin Bɛɹd, Aɹin Pɛɹt, „Arin-erőd”) néven is ismerik, és a mai Jereván közvetlenül mellette fekvő városrészének is Erebuni a neve.

## Elhelyezkedése
Az erőd a Szeván-tótól nagyjából hatvan kilométerre délnyugatra helyezkedik el az Ararát-hegység egyik völgyében, közöttük fekszik az Azdahak-hegy. A Szeván-tavat az Araksszal összekötő Hrazdan folyó völgyében, mintegy 4 km-re a folyótól, egy kisebb magaslaton építették fel. A környék stratégiai jelentőségét mutatja, hogy Urartu négy legfontosabb erődje – Erebuni, Menuahinili, Argistihinili és Teisebaini – szintén ezen a vidéken álltak. Sőt még évszázadokkal később, i. e. 176-ban is alapítottak itt várost, az Erebunitól alig 24 kilométerre lévő Artasatot.

## Alapítása
I. Argisti urartui király nagy északi hódításai után az Araksz völgyén keresztül tért haza. Ebben a völgyben apja, Menua már alapított egy erődött, Menuahinilit, így az ahhoz közel, de attól északkeletre fekvő Erebuni alapítása további északi területek elfoglalását mutatja, amelyek ellenőrzésére szükség volt egy helyőrségre. Az erőd neve, erebu-ni is erre utalhat. Ennek igei része a „fosztogatás, lopás, megragadás, rablás” értelmű szó, ezért feltehető, hogy a hódításra, vagy győzelemre utal.
Más álláspont – Zsemihue Amdzsed cserkesz történész – szerint másképp kell tagolni, az eri része az ér dél-kaukázusi hurro–urartui népre utalna, a buni pedig a csecsen nyelvből származtatva „szállás” jelentésű. Így az „érek szállása/fővárosa” lenne a jelentés.

## Története
Argisti a másik általa alapított erődben, Argistihiniliben tartózkodott többnyire, amely közigazgatási központ volt. Erebuni a legészakibb helyőrségként működött Urartu teljes története alatt. Az erőd nem túl nagy, mindössze egy 200 méteres befogójú, nagyjából derékszögű háromszög alaprajzú építmény. Ebben állt egy palota – citadella helyett –, templom, raktárhelyiségek, valamint a személyzet laktanyája.

## Gallery

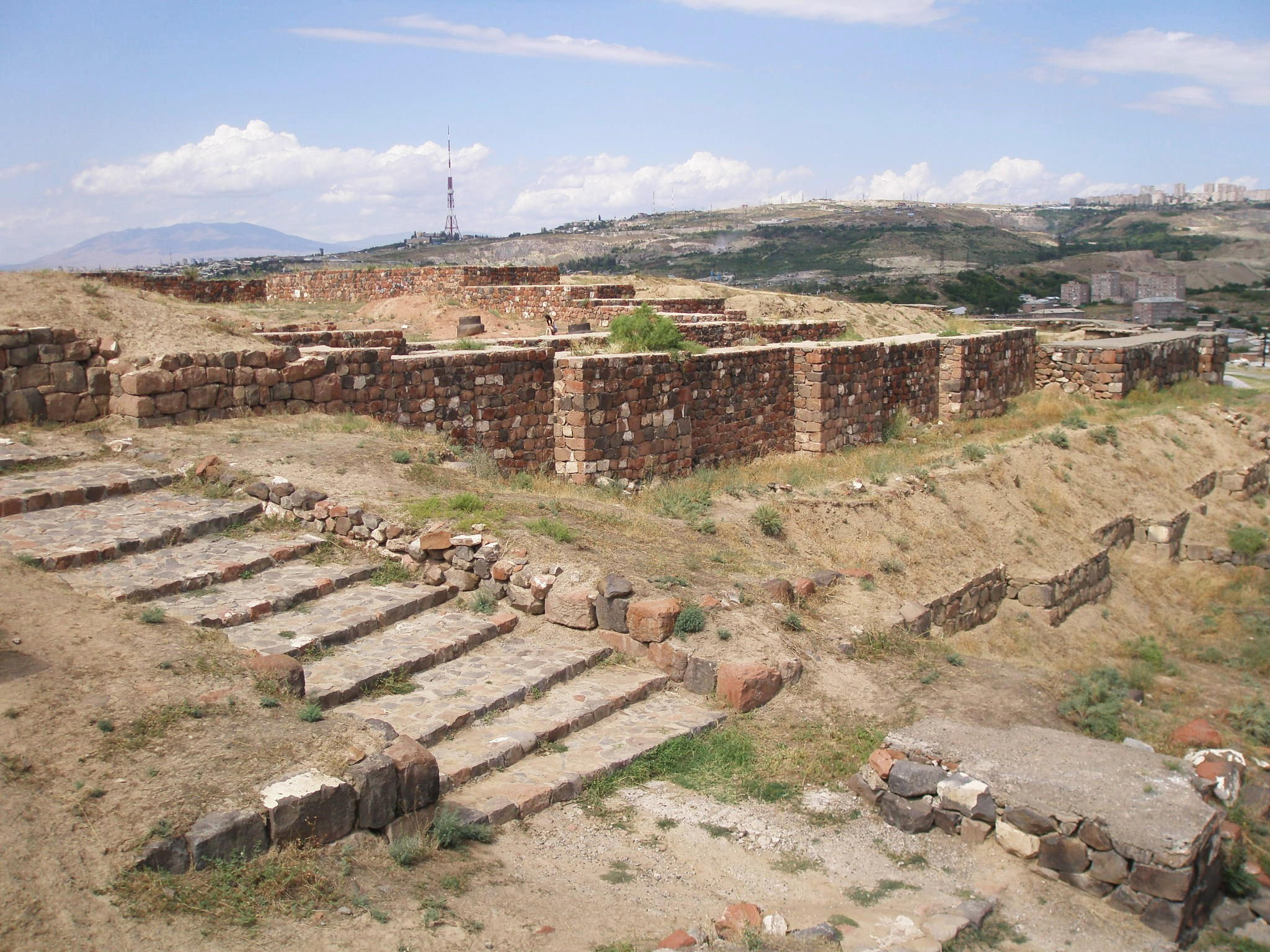
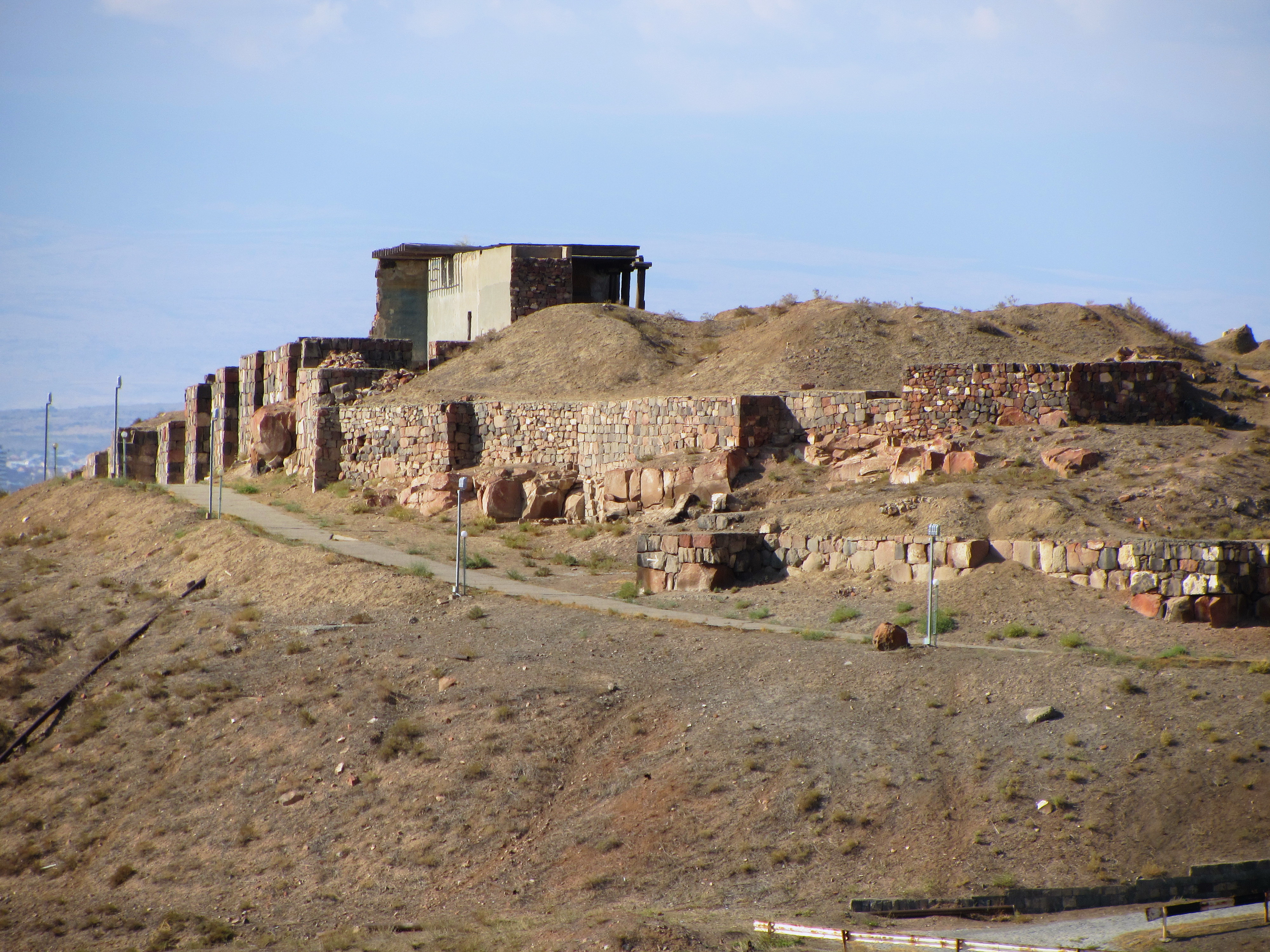
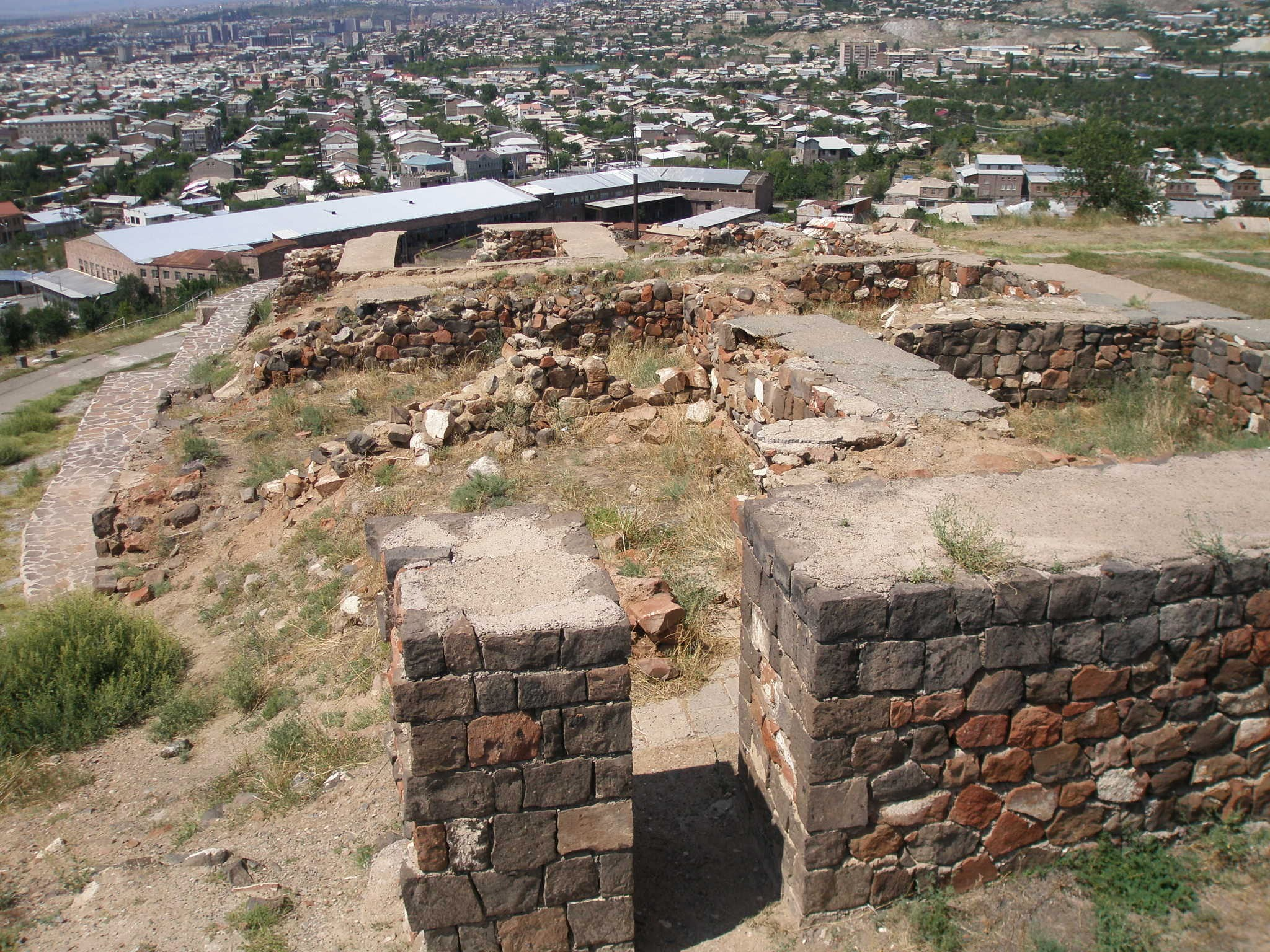
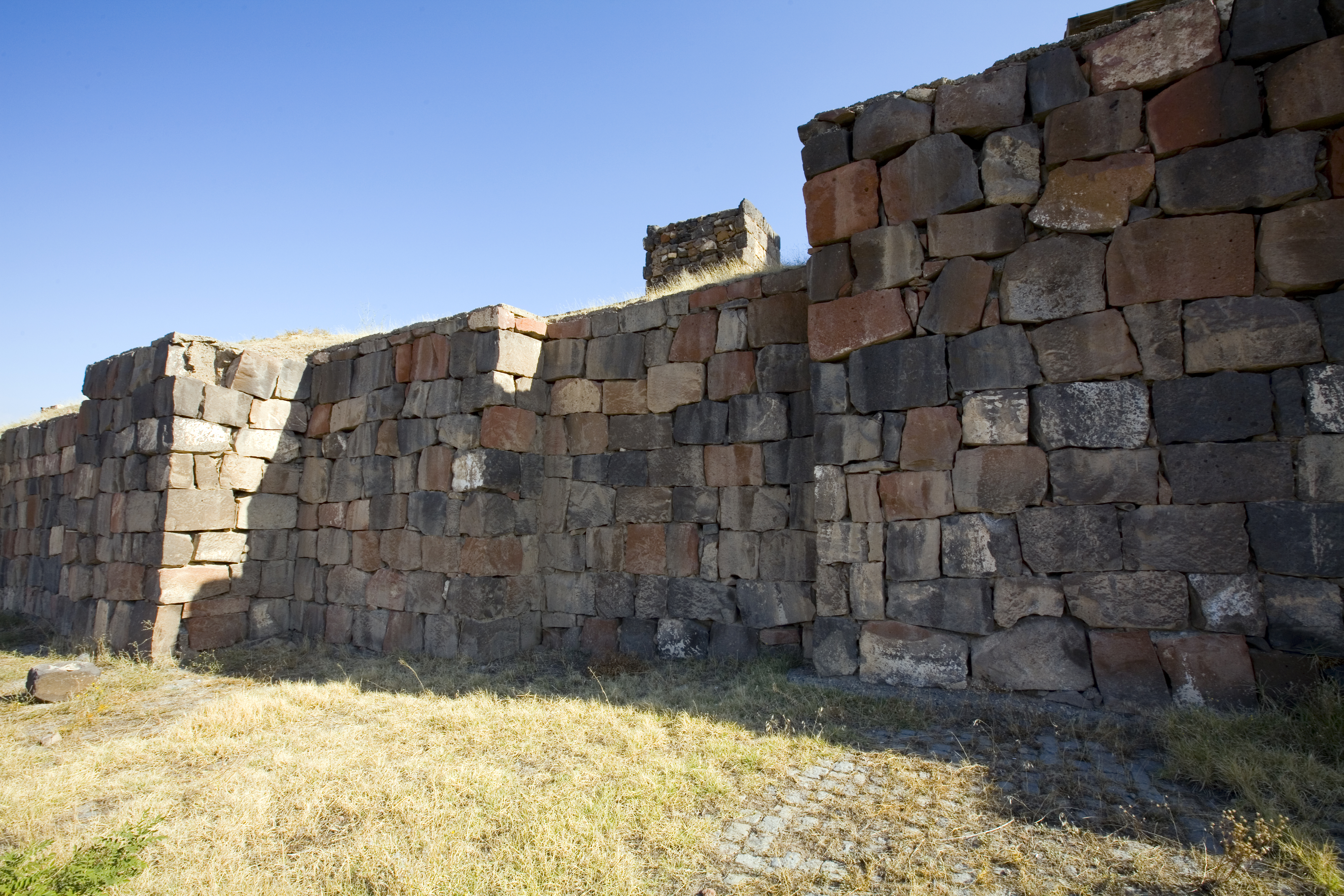
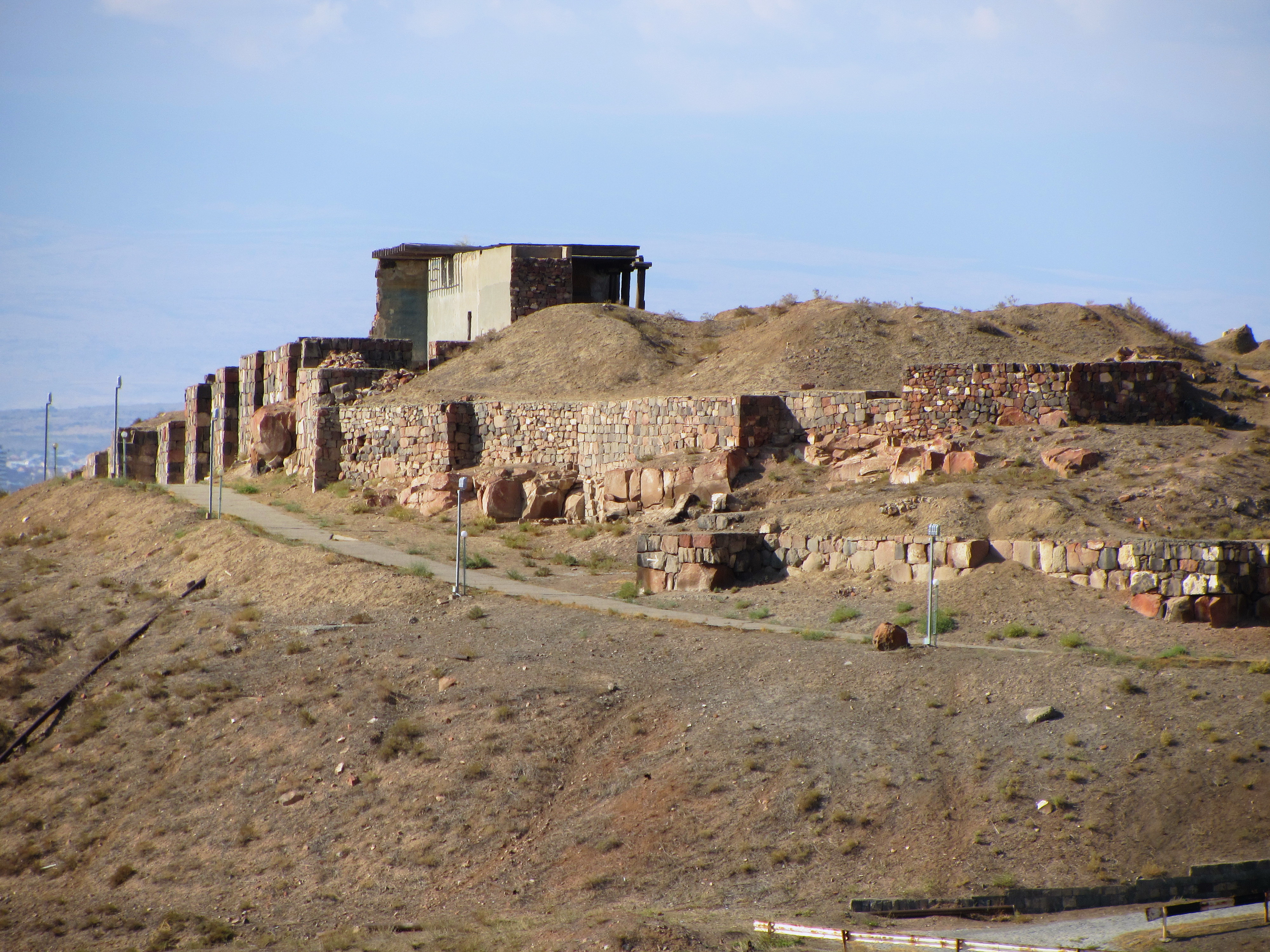
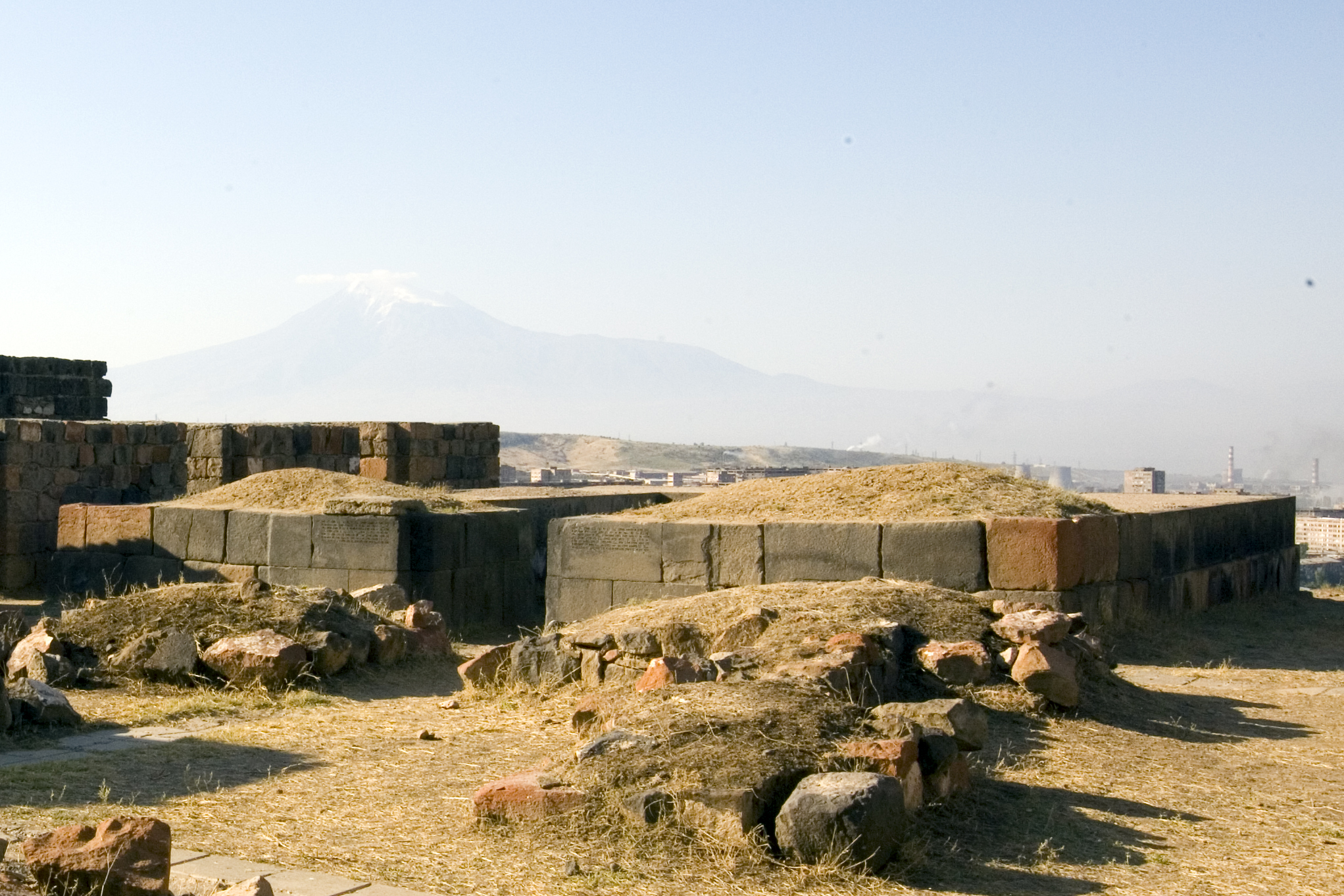